# Cylindroleberididae
Os cilindroleberídidos (Cylindroleberididae) são uma família de crustáceos ostracodos que apresentam uma grande diversidade morfológica. A característica que os define são as 7 a 8 pares de branquias foliáceas que possuem na parte posterior do corpo. Outras características comuns a todas as espécies da família são umas "barbas de baleia" em ambos maxilares e um quinto membro, um coxal em forma de espada (endito na mandíbula), e porcas trienides basalmente na mandíbula.
As espécies das Cylindroleberididae habitam áreas marinhas, tanto em águas superficiais como profundas se tendo encontrado instâncias a mais de 4,5 km de profundidade. Há 219 espécies descritas, muitas das quais têm um comprimento de uns 2 mm.
Um fóssil recentemente descoberto no qual se preservaram as suas partes macias tem sido atribuído às Cylindroleberididae. O fóssil que parece ter branquias, teria mais de 400 milhões de anos.